# Ruphay
Ruphay – in Europa auch als Los Rupay bekannt – ist eine bolivianische Musikgruppe, die 1968 von dem Angehörigen des Volks der Aymara Mario Porfirio Gutiérrez in La Paz (Bolivien) gegründet wurde und bis heute weltweit aktiv ist. Ruphay war die erste Gruppe, die die indigenen Musikinstrumente und Melodien in ihrer unverfälschten Form zunächst auf die Bühnen Boliviens und Lateinamerikas, später auch nach Europa brachte. 17 Alben bis heute zeugen davon.

## Geschichte

### Name
Ruphay ist ein Wort aus der indigenen Sprache Quechua und bedeutet auf Deutsch „Sonnenstrahlen“ – ausgesprochen Rup-hay. Um eine falsche Aussprache zu verhindern, nannte sich die Gruppe in Europa meistens Los Rupay, Rupay oder Rupaÿ; im spanischsprachigen Raum außerdem: Quinteto Ruphay, Quinteto Rhupay, Los Ruphay und Grupo Ruphay.

### Frühe musikalische Phase – 1968 bis 1975

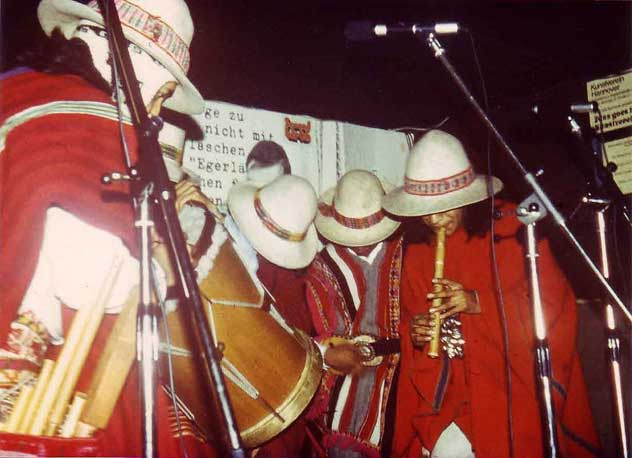
Los Rupay – Hannover 1973

Neben Mario Gutiérrez waren der bekannte bolivianische Schauspieler und Komiker Agustín „Cacho“ Mendieta, Hery Cortez, Omar Hoyos und Grober Muños Gründungsmitglieder.
In diesen ersten Jahren stellte ihre Musik noch eine Synthese andiner und kreolisch-lateinamerikanischer Musik dar: Die Melodien und Instrumente waren teils indigen, teils kreolisch (mit Gitarre); der Gesang spanisch mit starkem Einfluss argentinischer Folklore-Gruppen; der Text der Lieder von Beginn an mit starkem Bezug zu ihren indigenen Wurzeln.
Alles Indigene war in dieser Zeit in den Städten und Konzertsälen des Landes noch stark „verpönt“. Die Ruphay trugen mit ihrer Musik maßgeblich dazu bei, dass sich dieses allmählich änderte und heute indigene und indigen geprägte Musik überall in den Andenländern zu hören ist – was zu einer Stärkung des indigenen Selbstbewusstseins führte.
Von diesem Musikstil zeugten zwischen 1969 und 1975 die ersten fünf Langspielplatten, die teilweise mit eigenen Pressungen und Covern auch in anderen lateinamerikanischen Ländern und Europa (z. B. von Philips) veröffentlicht wurden. Bereits im Gründungsjahr gewann die Gruppe das Festival ASBORA in La Paz. Es folgten lange Tourneen durch Bolivien, Lateinamerika und ab 1973 auch durch Europa.
Nach Europa kamen die Ruphay in teilweise neuer Besetzung: Mario Gutiérrez, Hery Cortez, Omar Hoyos, Basilio Huarachi und Ricardo Mendoza. Die beiden letzteren waren zuvor Gründungsmitglieder von der bis heute in Bolivien bekannten Folklore-Gruppe Los Chaskas gewesen. Außerdem begleitete sie Lucho Cavour (Bruder des bekannten Charango-Spielers Ernesto Cavour), der in dieser Zeit als bester Quena-Spieler Boliviens galt. Die Quena (auch Kena geschrieben) ist neben den verschiedenen Panflöten (den Sikus) die wohl bekannteste indigene Flöte aus den Anden.
Wichtige Stationen der Ruphay in diesen Jahren waren z. B. Konzerte im Jungen Theater Göttingen und im Theater am Hechtplatz in Zürich.
Eines der ersten Alben „Los Rupay – Folklore de Bolivia“, das 1974 in Deutschland erschien, wird noch heute weltweit vertrieben.

#### Kammermusikalisches Trio und Quartett

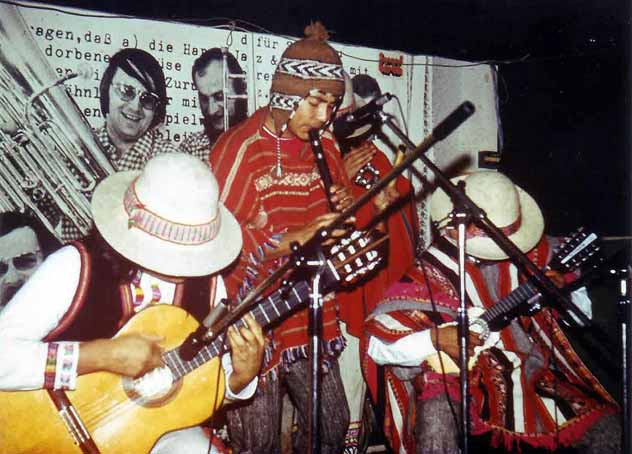
Los Rupay – Hannover 1973 – Mario Gutiérrez, Lucho Cavour, Ricardo Mendoza, Basilio Huarachi

Zusammen mit Lucho Cavour hatte Mario Gutiérrez 1971 einen eigenen, instrumentalen Musikstil nur für Quena und Gitarre kreiert, den sie „Muyoj“ nannten. In kammermusikalischer Art und Weise verband Gutiérrez in seinen Kompositionen im Stile des Muyoj indigene, barocke und zeitgenössische Musikelemente miteinander. Später erweiterten sie ihr Duo mit dem Charango, einer kleinen Gitarre, zum Trio, manchmal mit einer zweiten Quena auch zum Quartett. Den Charango spielte Basilio Huarachi, die zweite Quena Ricardo Mendoza. 1974 – nach der Rückkehr von Lucho Cavour nach Bolivien – übernahm Ricardo Mendoza den Solo-Part der Quena. Im dreiteiligen Konzertprogramm bis 1976 war stets der Mittelteil dieser – eher ruhigen – Instrumentalmusik gewidmet.

### Zweite musikalische Phase – 1976 bis 1985
Ab 1977 verzichtete die Gruppe in einer radikalen Abkehr von westlich-europäisch-amerikanischen Einflüssen, als einzige Andenmusik-Gruppe überhaupt, gänzlich auf den Einsatz europäischer Musikinstrumente und begann ausschließlich in den indigenen Sprachen Quechua und Aymara zu singen.
1976 erschien zuvor noch, fast in der alten Besetzung (in Frankreich) eine Art „Wende-Album“, das noch einige Merkmale des alten Stils und bereits viele des neuen Stils aufwies. „Los Rupay – Kollasuyu (Bolivie)“. Es enthält neben zwei neuen Instrumentalstücken im Stil des Muyoj (Ukumanta und Tata Inti), bei dem noch leise eine Gitarre zu hören ist, und einer älteren in Spanisch gesungenen Komposition von Gutiérrez (El Poncho de Pobre – Der Poncho der Armut) bereits ausschließlich instrumentale Stücke und in Quechua oder Aymara gesungene Lieder mit den verschiedenen Flöten und Trommeln. Statt Ricardo Mendoza spielte hier bereits Goyo Cespedes, der zuvor in Bolivien in der bekannten Gruppe Los Payas gespielt hatte, die Quena.

#### „Jacha Uru“ – „Der große Tag“ und seine kulturpolitische Bedeutung
Auf diesem Album ist auch die Erstveröffentlichung des in Aymara gesungenen und nur mit Panflöten, Trommeln und Charangos begleiteten Liedes „Jacha Uru“ – „Der große Tag“, die wohl bekannteste Komposition von Mario Gutiérrez. Jacha Uru wurde mit der Zeit zur indigenen Hymne im gesamten Andenraum. Im Text geht es im Kern um die Hoffnung auf den großen Tag, an dem das indigene Volk seine Selbstbestimmung und Würde zurückgewinnt:
„Der große Tag,

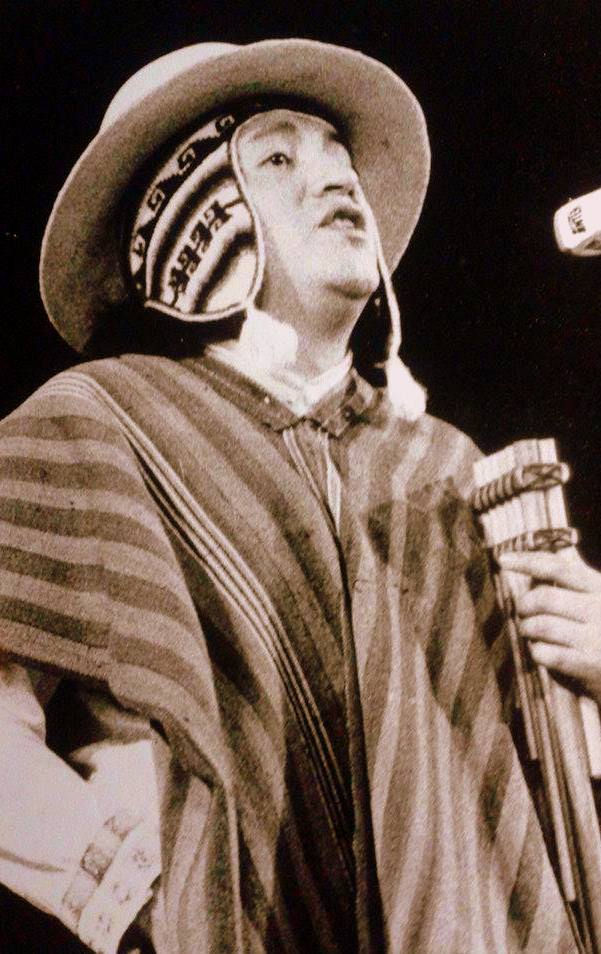
Mario Gutiérrez

Lasst und auf dem selben Weg treffen,

Er kommt!

All unsere Qualen und Leiden;

Wenn wir uns ihrer bewusst werden,

Werden sie aufhören!

Männer und Frauen,

Der große Tag kommt!

Männer und Frauen,

Verliert nicht die Hoffnung,

Er ist da.“
Dieses Lied und seine große Verbreitung haben maßgeblich dazu beigetragen, dass in Bolivien heute das Angehören einer indigenen Minderheit nicht mehr, wie noch bis in die Zeit der Militärdiktaturen der 1970er und 1980er Jahre hinein, stigmatisiert wird. Nicht zuletzt deshalb werden die Aymara und Quechua sowie die anderen kleineren Völker inzwischen als gleichwertig neben den in Bolivien lebenden weißen und auch schwarzen Ethnien anerkannt und die indigenen Sprachen an den Schulen als Pflichtfach gelehrt, so dass schließlich im Jahre 2006 erstmals ein Indigener, Evo Morales, Präsident von Bolivien werden konnte – in einem Land, das sich heutzutage als ein „plurinationaler Staat“ bezeichnet. Gerade in einem Land, in dem die Mehrheit der Bevölkerung über keine oder nur geringe Lesekenntnisse verfügt(e), kann der Musik eine besondere, identitätsstiftende und stärkende Bedeutung beigemessen werden.
Es gibt kaum eine namhafte oder weniger namhafte bolivianische Gruppe, die das Lied Jacha Uru nicht irgendwann in ihr Repertoire aufgenommen hätte. Es ist im Laufe der Jahre so sehr zum Volksgut geworden, dass der Begriff „Jacha Uru“ in Bolivien inzwischen zum Synonym für jede Art von großem/wichtigen Ereignis, auf das man lange wartet bzw. gewartet hat, geworden ist.
Ein weniger bekanntes, in ähnliche Richtung zeigendes Lied des Albums ist das in Quechua gesungene „Kespichiway“ – „Unsere Freiheit“:
„Wiraqucha

Pachamama

Befreit uns!

Wir sind eure Kinder,

Zeigt uns den Weg!

Verhelft unserem Schrei

zu mehr Kraft!

An dem Tag, wo die Sonne

Unseres Volkes wieder leuchtet,

werden wir singen und tanzen.“

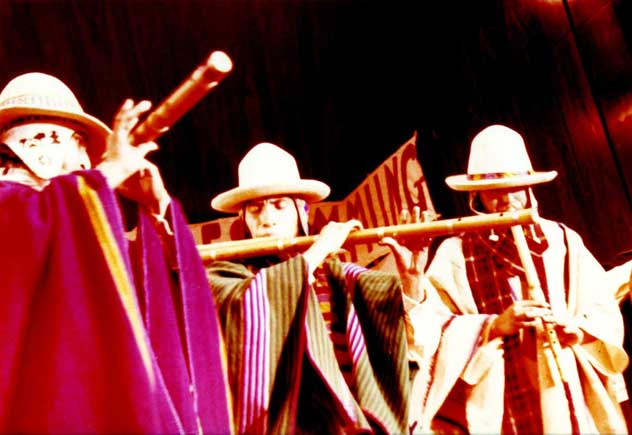
Los Rupay – Göttingen 1978

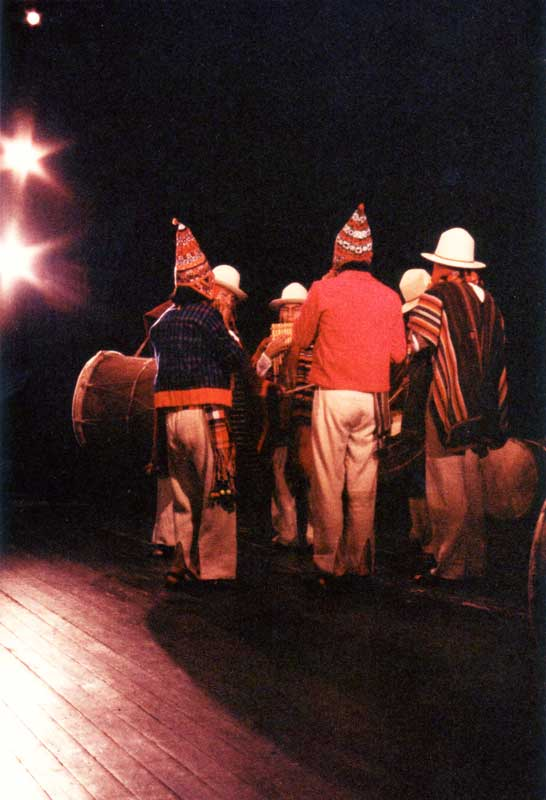
Ruphay – Berlin 1984

Mit dem Repertoire dieses Albums hatte Ruphay 1976 u. a. ein Konzert im Pariser Olympia.
So wurde Ruphay zur Inspiration einer ganzen Generation von Musikern und Musikgruppen, hierunter die noch heute bekanntesten bolivianischen Gruppen: Wara, Kala Marka, Savia Andina und Altiplano Fusion Band. Letztere, eine Folkrock-Band, nennt Ruphay 2014 neben den Beatles und Jimi Hendrix als größte Stil beeinflussende Quelle, ebenso wie 2013 die Gruppe Wara sie neben Deep Purple, Uriah Heep und Santana nennt. Savia Andina hat 1989 ein ganzes Album den Namen „Jacha Uru“ gegeben. Kala Marka spielt 2009 Jacha Uru bei einem Konzert mit großem französischen Chor und Orchester.
Nach Erscheinen des nächsten Albums mit ähnlichem Repertoire in Bolivien verließen zunächst Omar Hoyos und bald darauf auch Hery Cortez und Goyo Cespedes die Gruppe. Beide gründeten dann in Deutschland eigene Gruppen: Cortez die Gruppe Ukamau und Cespedes die Gruppe Inti Mujus.
Ramiro Calderon, der zuvor in Bolivien lange als Panflötensolist zusammen mit dem wohl bis heute bekanntesten bolivianischen Charango-Spieler Ernesto Cavour, gespielt hatte, war der erste einer neuen Generation von Musikern, die seitdem mit Ruphay gespielt haben und teilweise heute noch spielen. Neben Calderon ist Piki Murillo einer von diesen Musikern, die mit einigen Unterbrechungen bis heute Mitglied von Ruphay sind.

#### Ausschließlich indianische Texte und Musikinstrumente
Die erste Schallplatte der neuen Generation, mit ausschließlich indianischen Musikinstrumenten (Flöten, Trommeln und Charangos), erschien 1978 mit dem Titel „Sacré, les Andes“ – „Heilige Anden“ in Frankreich. Hier sei exemplarisch das in Aymara gesungene Lied „Llaqui“ – „Traurigkeit“ von Mario Gutiérrez erwähnt:

„Das kleine Mädchen weint,
Weint voller Traurigkeit,
Die Eltern mussten in die Stadt.

Kleines, weine nicht!
Morgen kommen deine Eltern wieder,
Und wir sind alle froh.

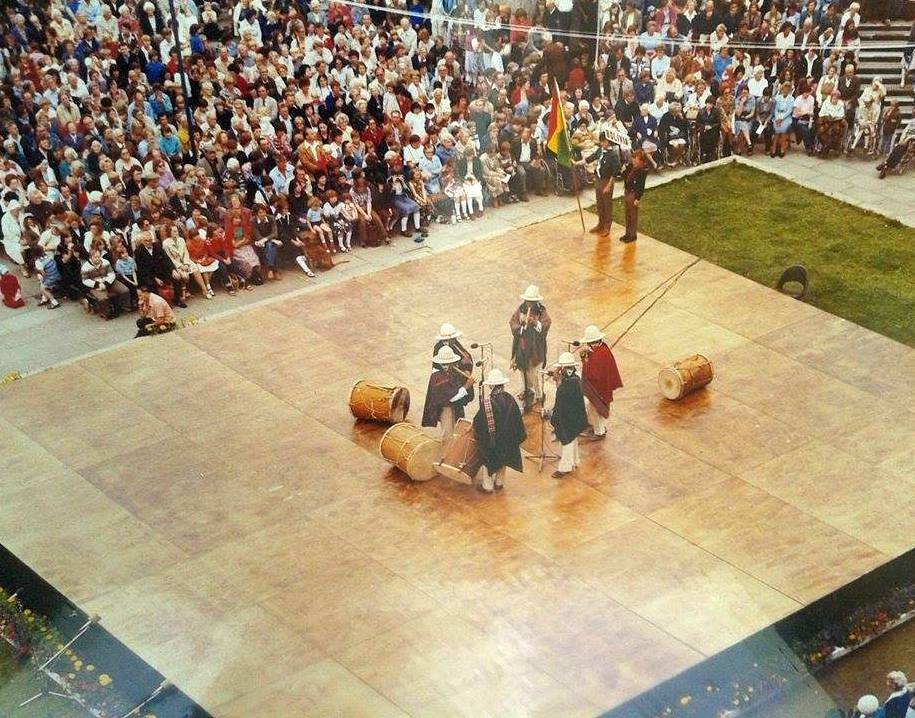
Ruphay

Kleines, wollen wir mit dem Herzen reden,
Brauchen wir nicht zu reden,
Müssen nur zu lieben wissen.“

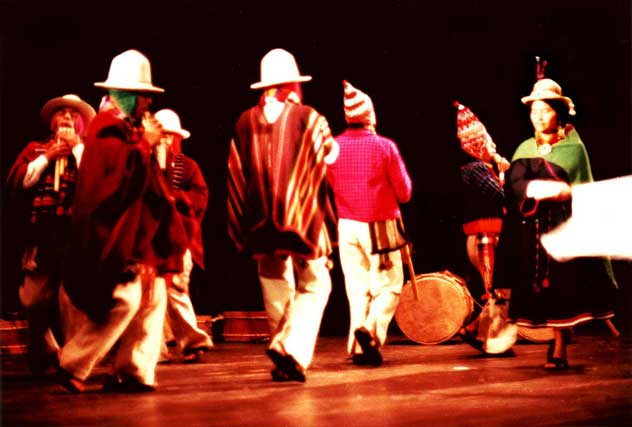
Ruphay – Berlin 1984 – mit Luzmila Carpio

1979 kehrte Ricardo Mendoza zu Ruphay zurück und es begann eine intensive – bis heute andauernde – Zusammenarbeit mit der bolivianischen Quechua-Sängerin Luzmila Carpio, die später, von 2006 an für vier Jahre, bolivianische Botschafterin in Paris wurde. Eine gemeinsame, 1982 in Bolivien erschienene Schallplatte, zeugt davon. Ruphay setzte sich stark mit den Ideen des Quechua-Schriftstellers Fausto Reinaga auseinander und kümmerte sich um die Übersetzung eines dessen Hauptwerke von 1974 „América India y el Occidente“ – „America India und das Abendland“, das dann 1979 in Frankreich und 1980 in Deutschland erschien.
Von da an folgten bis 1985 zahlreiche Tourneen in Europa und Bolivien sowie mehrere weitere Schallplatten, wobei das Repertoire der Ruphay immer ursprünglicher und wohl auch gewöhnungsbedürftiger für die damaligen europäischen Ohren wurde. Weitere Mitglieder dieser Zeit, die nach ihren Erfahrungen mit Ruphay eigene Gruppen gründeten, waren Felix Cerezo (später Jilata), Raul Uriarte (später Kollasuyo Ñan) und Lucio Melendres (später Arumthaya).

#### Deutschlandtournee mit Inszenierung zweier Musiktheater
1984 und 1985 unternahmen die Ruphay zusammen mit Luzmila Carpio, Rupprecht Weerth, einem langjährigen Quena-Schüler von Gutiérrez und dessen Gruppe Wayra Kuna, zwei lange Deutschland-Tourneen mit über 100 Konzerten – u. a. spielten sie 1984 live ein einstündiges Konzert in der WDR-Sendereihe „Matinee der Liedersänger“ und in der Hochschule der Künste in Berlin. Außerdem inszenierten sie in Zusammenarbeit mit der Theaterwerkstatt Bethel in Bielefeld zwei, von Gutiérrez geschriebene Musiktheater: „Eine Nacht im Museum“ und „Der Traum mit dem Kaktus“. In beiden Jahren wirkte auch Luis Ernesto Gutiérrez, der Bruder von Mario Gutiérrez, mit.
Zusammen mit dem Jungen Chor Albachten und der Gruppe Wayra Kuna nahmen sie das 15. Ruphay-Album „Wiñay Marka“ – „Ewiges Volk“ auf. Zu diesem Album erschien außerdem im Schulbuch-Musikverlag Eres die komplette Notenedition mit einem 30-seitigen einführenden Text: „Begegnung mit Weltsicht, Leben und Musik der Aymara und Quechua in den bolivianischen Anden“. Dieses Album ist gleichzeitig das letzte, das unter der Leitung und Mitwirkung von Mario Gutiérrez entstand.

### Rückzug von Mario Gutiérrez
Mit Ende dieser Tournee zog sich Mario Gutiérrez weitgehend aus der Öffentlichkeit zurück. Mit Ruphay gab er nur noch einige wenige Konzerte. Luzmila Carpio begleitete er auf ihren Tourneen und schrieb an seinem Buch „El huérfano cósmico“ – „Der kosmische Waisenknabe“, das mittlerweile in vier Sprachen vorliegt.
Außerdem komponierte er für das Trio Aka Pacha. Mit Aka Pacha setzte er als Komponist seine bereits in den 1970er Jahren mit Lucho Cavour begonnene Arbeit zeitgenössischer Musik im Stile des Muyojs fort. Diesmal integrierte er neben der Quena-Flöte (gespielt von Rupprecht Weerth) und Gitarre (gespielt von ihm selbst) als drittes Instrument das Violoncello (gespielt von Hannes Trittler) zu einer Begegnung der indigenen Musik des Andenhochlandes mit der europäischen Barockmusik.
Im Oktober 1994, eine Woche nach einem Konzert mit Aka Pacha, starb Mario Gutiérrez im Alter von nur 49 Jahren in Antwerpen. (Aka Pacha veröffentlichte im Jahr 2000 dann sein Spätwerk, die Komposition „Quimsa Pachanaca“ – „Die drei Jahreszeiten“, auf CD.)

### Dritte musikalische Phase – 1995 bis heute
Persönliche Mitteilungen aus einem bislang unveröffentlichten Interview mit Rupprecht Weerth am 28. April 2015.

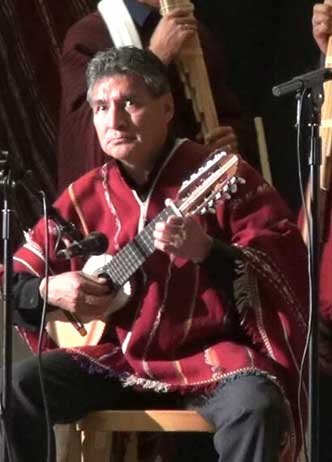
Ruphay – Antwerpen 2014 – Basilio Huarachi

1995 – ein Jahr danach übernahm Basilio Huarachi die Leitung von Ruphay und organisierte zusammen mit Luzmila Carpio ein großes Hommage-Konzert in der Victoria Hall in Genf.
Von da an machten Ruphay keine großen Tourneen mehr, gaben aber jedes Jahr einige ausgewählte Konzerte in Frankreich, der Schweiz und Bolivien. Allmählich hielt auch die Gitarre wieder Einzug in das Programm. Der bolivianische Gitarren-Solist und Komponist Willy Claure wurde Mitglied; Ramiro Calderon, Goyo Cespedes und Piki Murillo stießen auch wieder dazu; ebenso Raul Chacon, der u. a. mit den berühmten Los Jairas gespielt hatte; und etwas später dann die Brüder German und Christian Tintaya, die in Frankreich ihre eigene Gruppe Llapaku haben.
2003 erschien das Album Kimsa Pachanaka, das Gutiérrez letzte halbstündige Komposition in einer Version ausschließlich für Andeninstrumente und Gitarre vorstellte, und 2008 das bislang letzte Ruphay-Album Musique et Tradition des Andes 1968 – 2008, das fünfzehn neu eingespielte Titel aus der 40-jährigen Geschichte der Ruphay enthält.
2010 Konzert im Rahmen der UNESCO-Kulturwoche „Bolivien, die Stimme der Vielfalt“ in Paris.
2011 Konzert in New Jersey City (USA) zur Preisverleihung der „Premios Aruma“.
2012 Konzert beim Lateinamerika-Festival „Lannemezan“ in Pyrénées (Frankreich). Der Gitarrist und Komponist Marco Peña, Leiter der Gruppe Punto Nazca, ersetzt Willy Claure.
2013 Konzert in Cruseilles, Haute-Savoie (Frankreich) mit dem Programm „Von den Alpen zu den Anden“ begleitet vom Orchester „Harmonie Cruseilles-Le Châble“.
2014 Konzert mit Luzmila Carpio bei der Gedenkfeier zum 20. Todestag von Mario Gutiérrez in Antwerpen mit anschließender, halbstündiger Fernsehdokumentation.

### Erbe und Mission

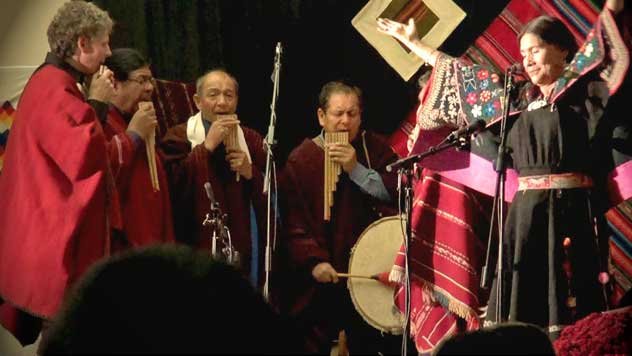
Ruphay – Antwerpen 2014 – mit Luzmila Carpio

Auf der deutschen Homepage heißt es hierzu:

„Neben der Freude an guter Musik, geht es RUPHAY im Kern um Selbstbestimmung und Freiheit der indianischen Völker auf Basis ihrer eigenen kulturellen Identität, geprägt vor allem von einem ökologischen, naturnahen Weltbild und einem Menschenbild, bei dem Werte wie Respekt, gegenseitige Hilfe und Bereitschaft zu teilen im Mittelpunkt stehen. Diese kulturelle Identität möchten sie im eigenen Land an die junge Generation weitergeben und auch der westlichen Welt durch ihre Musik spürbar machen.
RUPHAY möchten als Sonnenstrahlen eine Brücke zwischen den Kulturen sein. Sie verstehen sich als professionelle und ideelle, aber nicht kommerzielle Musiker und Botschafter für eine bessere Welt. RUPHAY möchte … das reiche Erbe von MARIO lebendig halten, weiter tragen und behutsam weiterentwickeln.“

### Aktuelle Mitglieder
Basilio Huarachi, Ramiro Calderon, Piki Murillo, Goyo Cespedes, Raul Chacon, German Tintaya, Christian Tintaya, Marco Peña und Rupprecht Weerth.

### Ehemalige Mitglieder
Agustín „Cacho“ Mendieta, Hery Cortez, Omar Hoyos, Grober Muños, Jaime Bellido, Ricardo Mendoza, Guido Lopez, Kruzzio Sanjines, Anselmo Portugal, Felix Cerezo, Raul Uriarte, Pedro Andrade, Leopoldo de la Parra, Lucio Melendres, Helberto Melendres, Edwin Ramos, Gustavo Salazar, Nicolas Jora, Manuel Luna, Luis Ernesto Gutiérrez, Pedro Conde, Lucio Bustillos, Joel Flores Carpio, Willy Claure

## Diskografie
Studioalben
- 1969: Folk Music of Bolivia (Bolivien)
- 1969: Embrujo Andino (Bolivien)
- 1972: Nosotros: El Quinteto Ruphay (Bolivien)
- 1974: Folklore de Bolivia (Deutschland)
- 1975: Los Rupay (Deutschland)
- 1976: Kollasuyu – Bolivie (Frankreich)
- 1977: Los Ruphay (Bolivien)
- 1978: Sacré, les Andes (Frankreich)
- 1979: Flûte indienne: Sacré, les Andes (Belgien)
- 1981: Kollasuyo – Bolivia (Bolivien)
- 1982: Jach’a Marka (Bolivien)
- 1982: Jacañataqui (Bolivien, mit Luzmila Carpio)
- 1984: Heilige Anden (Deutschland)
- 1985: Kollasuyo – Bolivia: Live 1984 (Deutschland)
- 1986: Wiñyay Marka – Ewiges Volk – Eternal People (Deutschland, zusammen mit Wayra Kuna)
- 2003: Kimsa Pachanaka – Les Trois Saisons des Andes (Frankreich)
- 2008: Musique et Tradition des Andes: 1968–2008 (Frankreich)
- 2018: A Cry for Revolution - 50 Years of los Ruphay (Deutschland)

Kompilationen
- 1990: Ruphay & Luzmila Carpio: Kay Jina Llajtayqa – Jacañataqui (Bolivien)
- 1995: Ruphay: De Colección (Bolivien)